# Riserva naturale Feudo Intramonti
La riserva naturale Feudo Intramonti è un'area naturale protetta situata nei comuni di Civitella Alfedena, Opi e Scanno, in provincia dell'Aquila. La riserva occupa una superficie di 908 ettari sulle pendici del monte Marsicano ed è stata istituita nel 1977.

## Storia
Fino al 1687 è stato feudo del comune di Civitella Alfedena di proprietà della famiglia Della Posta, indi delle famiglie Di Sangro e Tarolla, infine dal 1878 al 1954 dei Crugnale. Nel 1957 fu acquistato dall'Azienda di Stato per le foreste demaniali. Nel 1972 la zona del parco fu dichiarata protetta come Riserva Naturale Statale. Nel 1976 il parco venne ampliato.
Nel 2018 è stata istituita nel Casale Crugnale, situato nel comune di Civitella Alfedena lungo la strada statale 83 Marsicana, una sala museale con il nome "Storia in una stanza".

## Territorio
Il parco è sito a ridosso del fiume Sangro presso il monte Amaro di Opi e il monte Marsicano, nel parco vi sono importanti habitat e specie protette a livello europeo.

## Comuni
Civitella Alfedena, Opi, Scanno.

## Fauna
Nel parco vi sono i seguenti animali
- camoscio d'Abruzzo;
- aquila reale;
- cervo nobile;
- orso bruno marsicano;
- lupo appenninico;
- gatto selvatico;
- martora;
- picchio dal dorso bianco.

## Flora
In particolare vi sono dei boschi cedui di cerro e faggio. Inoltre vi sono anche l'acero minore, l'acero d'Ungheria e l'ornello.